# Velduftende snebolle
Velduftende Snebolle (Viburnum x carlcephalum) er en mindre, vintergrøn til løvfældende busk med en opret vækstform. Duften er overvældende sød og krydret.

## Beskrivelse
Barken er først lyst chokoladebrun med stive, beigefarvede hår. Senere bliver den gråbrun, men stadig håret, og til sidst er den grå med lyse korkporer. Knopperne er modsatte og lyse med rustrøde hår. De endestillede stande af blomsterknopper ses fra efteråret. 
Bladene er bredt ægformede, uregelmæssigt takkede langs randen og lidt ru på grund af stiv hårklædning. Oversiden er matgrøn, mens undersiden en noget lysere. Om efteråret farves bladene gule til orange. Blomsterne springer ud i begyndelsen af juni. Hver enkelt blomst er rød som knop, men bliver senere flødehvid. Blomsterne er samlet i næsten kuglerunde halvskærme. Duften er overvældende sød og krydret. Frugter ses sjældent, og i hvert fald rummer de sorte bær ikke spiredygtige frø.
Denne krydsning forhandles næsten altid som podet på en grundstamme af Kvalkved. Rodnettet er altså det samme som denne arts rodnet.
Højde x bredde og årlig tilvækst: 2,5 × 2,5 m (30 × 30 cm/år).

## Hjemsted
Den ene af forældrearterne, Viburnum carlesii, hører hjemme i Koreas bjergskove, og den anden, Viburnum macrocephalum, i tilsvarende plantesamfund i Kina. I begge tilfælde trives de bedst i tørre krat og skovbryn på lysåbne bjergskråninger.
| Portal | Portal:Botanik |